# Euphoria (moteur physique)
Pour les articles homonymes, voir Euphoria.
L'Euphoria créé par le studio NaturalMotion, est un module complémentaire au moteur physique d'un jeu (Havok pour Star Wars : Le Pouvoir de la Force par exemple). Euphoria ne prend en charge que la partie biomécanique d'un jeu en tenant compte des lois appliquées par le moteur physique ainsi que de l'I.A (en réalité I.V pour Intelligence Virtuelle) et de l'environnement du jeu afin de générer des animations réalistes et cohérentes en toutes circonstances. Ce module est optimisé pour les plates-formes PC, Xbox 360 et PlayStation 3.

## Technologie
Euphoria utilise le Dynamic Motion Synthesis (Synthèse de Mouvement Dynamique) qui permet de générer des animations 3D en temps réel : en effet, le DMS fait une simulation complète d'un personnage en 3D interactif (de l'intelligence artificielle jusqu'à sa physique), et qui réagit de façon différente à chaque fois. Cela permet de se libérer des méthodes d'animation prédéfinie telles que le key-framing ou la capture de mouvement coûteux et laborieux.

## Jeux utilisant l'Euphoria
Rockstar Games :
- Grand Theft Auto IV (2008)
- Grand Theft Auto: The Lost and Damned (2009)
- Grand Theft Auto: The Ballad of Gay Tony (2009)
- GTA IV : Episodes From Liberty City (2009)
- Red Dead Redemption (2010)
- Red Dead Redemption: Undead Nightmare (2010)
- Max Payne 3[1] (2012)
- Grand Theft Auto V (2013)
- Red Dead Redemption 2 (2018)
- Agent (annulé).

Lucas Arts :
- Star Wars : Le Pouvoir de la Force (2008)
- Star Wars : Le Pouvoir de la Force 2 (2010)

Natural Motion Games :
- Backbreaker (2010)
- Backbreaker Vengeance (2011 sur Xbox Live Arcade et PlayStation Network)
- Clumsy Ninja (2013 sur iPhone et iPad)